# Carloman (fiul lui Carol Martel)
Carloman, (n.cca. 710 - d. 17 august sau 4 decembrie 754, la Vienne), a fost un aristocrat franc, din familia carolingiană, fiu al lui Carol Martel și frate al lui Pépin cel Scurt, majordom al palatului din 741 până în 747.